# Бадахоз
Бадахоз је главни град провинције Бадахоз у аутономној покрајни Екстремадура у Шпанији.
Град лежи на обали реке Гвадијана, седиште је парохије и универзитетски је град. Број становника 2003. године износио је око 130.000. Бадахоз је познат по утврђењу и катедрали која је рађена у готско-романском стилу у периоду од 1230. године до 16. века.

## Становништво
Према процени, у граду је 2008. живело 146.832 становника.

| 1981.   | 1989.   | 1991.   | 2001.   | 2002.   |
| ------- | ------- | ------- | ------- | ------- |
| 114.361 | 122.225 | 130.247 | 136.319 | 133.519 |

## Партнерски градови
- Сантарем
- Назаре
- Блуменау